# Герасимова, Любовь Григорьевна
Любовь Григорьевна Герасимова — советский хозяйственный, государственный и политический деятель, Герой Социалистического Труда.

## Биография
Родилась в 1918 году в селе Михайловка ныне Кировоградской области.
С 1939 года — на хозяйственной, общественной и политической работе. В 1939—1973 гг. — агроном отделения, старший агроном, агроном-семеновод, главный агроном совхоза «Элита» Москаленского района Омской области, агроном-семеновод Омского треста овцеводческих совхозов.
Указом Президиума Верховного Совета СССР от 12 ноября 1951 года присвоено звание Героя Социалистического Труда с вручением ордена Ленина и золотой медали «Серп и Молот».
Избиралась депутатом Верховного Совета СССР 5-го созыва.
Умерла в Омске в 2006 году. Похоронена на Старо-Северном кладбище Омска.